# Параскева Пятница (икона из Слуцкого района)
Параскева Пятница — икона середины — второй половины XVI века, обнаруженная в Слуцком районе. Относится к белорусской иконописной школе.

## Описание
Параскева изображена в анфас в красном на зелёной подкладке мафории, голубом хитоне с охристой орнаментированной отделкой по горловине и рукавах. В правой руке 7-концовый коричневый крест, в левой — белый свиток S-образной формы. Нимб, фон, клейма для подписей позолоченные. Фон отделан резным растительным орнаментом, поля серо-зеленые.

## Иконография
В иконе слита иконографическая схема Преподобномученицы и Петки, а в надписи названа Великомученица. Иконографическая схема создана под влиянием гравюры «Петка» в книге «Минея избранная» и отличается от русских памятников XV—XVI веков. Приём показа фигуры на фоне орнамента берет начало из западноевропейского искусства XIV—XVI веков. Крупный рельефный орнамент заимствован из итальянского ткачества и немецкой набойки XV—XVI веков, как и в иконе «Христос Вседержитель» из д. Бытень Ивацевичского района Брестской области.

## Происхождение
Образ был обнаружен экспедицией в 1921 году в Слуцком районе Минской области. Все исследователи икону относят к XVI веку. Исключение составляет датирование М. С. Кацера, который считает, что памятник создан в XIV—XV веках.

## Реставрация
Раскрыт в Государственной центральной художественной реставрационной мастерской Н. А. Барановым, М. А. Богословским, В. В. Филатовым, А. М. Рябининой в 1954—1957 годах.

## В культуре
В 1996 году изображение иконы было использовано на почтовой марке «Белпочты».

## Выставки
- Рэстаўрацыя музейных каштоўнасцей у БССР. Мінск. 1985
- Тэмперны жывапіс Беларусі XV—XVIII стст. Мінск. 1988
- Мастацтва Рэнесансу ў Беларусі. Мінск. 1990
- Мастацтва Міншчыны XVI—XVIII стст. Мінск. 1997

## Публикации
- Краткая художественная энциклопедия: Искусство стран и народов мира. М. 1962. Т. 1. С. 167
- Герасимович П. Возрожденный музей // Творчество. М. 1963. № 10. С. 13
- Дзяржаўны мастацкі музей БССР. Кароткі даведнік / Склад. І. М. Паньшына, А. К. Рэсіна. Мн. 1969. С. 6
- БелСЭ. Мн. 1971. Т. 4. С. 430
- БелСЭ. Мн. 1972. Т. 5. Іл. перад с. 17.
- БелСЭ. Мн. 1975. Т. 12. С. 603
- Гісторыя Беларускай ССР. Мн. 1972. Т. 1. С. 269
- Кацер М. С. Искусство Белоруссии // История искусства народов СССР. Искусство XIV—XVII вв. М., 1974. Т. 3. С. 168—171
- Малая история искусства: Искусство средних веков. М. 1975. С. 12
- Высоцкая Н. Ф. Станковая живопись Белоруссии второй половины XVI—XVIII веков : автореферат диссертации на соискание ученой степени кандидата искусствоведения : специальность 17.00.04 Изобразительное искусство
- Высоцкая Н. Ф. Собирание, учёт, хранение, реставрация и изучение произведений древнебелорусского искусства в Государственном художественном музее БССР: Всесоюзная конференция-семинар «Ответственность художественных музеев как хранителей культурного наследия». Л. Таллинн, 1979. С. 207
- Высоцкая Н. Ф. Выявление, учёт, охрана и изучение памятников изобразительного и прикладного искусства Белоруссии XIV—XVIII вв. // Методические рекомендации. Мн., 1981. С. 1-88
- Высоцкая Н. Ф. Материалы к истории станковой живописи Белоруссии XVI—XVIII вв. Датированные произведения. Мастера // Музей 4. М., 1983. С. 165—178
- Высоцкая Н. Ф. Темперная живопись Белоруссии конца XV—XVIII вв. Мн., 1986. С. 43-44, 183